# Craig Thomson
Craig Alexander Thomson, född 20 juni 1972 i Paisley, är en fotbollsdomare från Skottland. Thomson blev internationell Fifa-domare 2003.